# Нитафон
Нитафон (др.-греч. Νιθάφων; IV век до н. э.) — сын царя Саламина на Кипре Пнитагора. Участник походов Александра Македонского.
Единственное упоминание Нитафона в античных источниках содержится в «Индике» Арриана. Автор упомянул «Нитафона, сына Пнитагора, из Саламина» в качестве триерарха одного из кораблей, которые по приказу Александра в 326 году до н. э. построили на Гидаспе. Впоследствии, этот флот совершил плавание под командованием Неарха по притокам Инда, Индийскому океану и Персидскому заливу до устья Евфрата.
Предположительно, Нитафон присоединился к войску Александру в 332 или 331 году до н. э., после того как саламинский царь Пнитагор перешёл на сторону македонян. В данном случае, отправку Нитафона в войско Александра можно рассматривать в качестве передачи заложника и символа лояльности кипрских царей. В 332/331 году до н. э. царём в Саламине стал Никокреон. Феликс Штеелин считал, что Арриан при описании битвы при Гидаспе ошибся в передаче имени и назвал царя Саламина Никокреона, который принял участие в походах Александра, Нитафоном, сыном Пнитагора. Гельмут Берве, напротив, называл Нитафона младшим братом Никокреона. Вальдемар Хеккель не исключал, что Нитафон был старшим сыном Пнитагора, которого саламинский царь был вынужден отправить к Александру. Соответственно, после скорой смерти Пнитагора царём стал младший брат Никокреон, который остался в родном городе.